# Arrán (Cáucaso)
Arrān (en árabe اران) en las fuentes islámicas medievales es el nombre de la Transcaucasia oriental entre los ríos Aras y Kura. El nombre vino después de la conquista islámica de la región por la parte sur de la antigua Albania. Esta región la formaban principalmente las provincias armenias de Siunia y Artsakh. Antes de eso, el término incluía áreas al norte de Kura y aproximadamente correspondía al estado actual de Azerbaiyán. Después de la fusión de Arrān con Azerbaiyán en el siglo XXIII su nombre desapareció.

## Origen del nombre
El origen del nombre no está claro. En las fuentes de las formas arrianos, aria, Rani (Georgia) Ἀλβανία apareció (la forma griega de Albania), Ałvank'/ Ṙaneak (Armenia) y el árabe al-Ran (pronunciado ar-RAN). Debido a su ubicación entre los ríos, el geógrafo árabe llamó también a la zona Bayn al-nahrayn.
Según algunas leyendas y fuentes antiguas, por ejemplo Movsés Kaghankatvatsí, Arran o Arhan era el nombre del fundador del estado caucásico de Albania. En algunas versiones, este era el hijo del hijo de Noé, Jafet y posiblemente también el epónimo de los alanos. Tal vez el nombre proviene del río Aras, que fue llamado por los griegos Araxes. Además, la región, en el contexto del Zoroastrismo, a menudo se ha denominado "Primera Tierra" (Airyanem Vaejah), como en el Avesta. El nombre también podría derivarse del nombre georgiano de los habitantes: Rani, que se convirtió en al-Rān (pronunciado ar-Rān) después de la conquista árabe.

## Historia

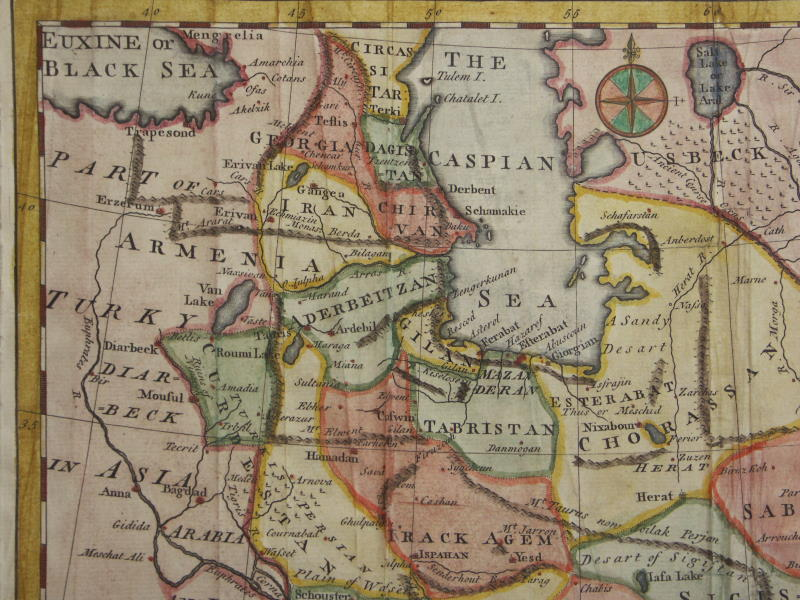

Hasta el 387 esta zona era parte integrante de Armenia con las provincias de Artshakh, Uti y Paitakaran, pero en ese año, en el reparto entre bizantinos y sasánidas, las dos primeras provincias pasaron a Albania (Aghuània) y la tercera a Persia. La población tanto de unas como de las otras estaba muy mezclada y el siglo VII hablaba una lengua llamada neo (que aún se hablaba en Bardaa el siglo X). A la caída de los sasánidas, los señores locales se sometieron a los Jázaros.
Las primeras incursiones árabes se hicieron bajo la dirección de Salman ben Rabia y Habib ben Maslama, al final de califato de Umar. Al principio del califato de Uthman se sometieron las principales ciudades: Beyləqan, Bərdə, Qəbələ y Şəmkir. Los musulmanes mantuvieron guerra contra los príncipes locales y los jázaros que hicieron incursiones frecuentes en la zona. Bajo el califa Abd al-Malik ben Marwan (685-705) los cristianos de Arrán (Aghuània), que se habían sometido a la iglesia griega ortodoxa, se incorporó a la iglesia armenia con la ayuda y el aprobación de los árabes. Véase Aghuània.
Los omeyas designaron gobernadores, entre ellos a Maslama ben Abd al-Malik nombrado por Hisham el 725, que estableció guarniciones permanentes, principalmente en Badjarwan ya Bardaa que fue el centro de la lucha contra los jázaros. Entre el 731 y el 744 bajo el gobierno de Merwan ben Muhammad (último califa omeya) los jázaros fueron rechazados definitivamente.
Se conocen monedas emitidas a Bardaa y Baylakan entre el 762 y el 840 .
El rey de Aghuània, de la dinastía Mihrakan , era conocido por los árabes como batrik de Arrán. El 821 murió en combate el rey Varaz TERD.
El Ishkhan de Shake (Shakki), Sahl hijo de Sumbat, extendió su dominio sobre parte de Arrán y se declaró independiente, pero luego se reconcilió con el califato y colaborar en la lucha contra Babak entregando al jefe rebelde que se había refugiado en sus dominios; Shake fue ocupado por Bogha al-Khabir hacia el 853 y el príncipe deportado a Samarra en 854. El Ishkhan Hamam cogió el título real en 893, si bien mantuvo cierta lealtad al rey de Armenia Smbat I el mártir. En estos años el territorio al sur del Kura fue en manos de los Sadjides, Directamente o a través de príncipes locales vasallos.
Mazurban ben Muhammad ben Musafir fue emir de Arrán y Azerbaiyán desde 941 a 957 y casi todos los príncipes locales se declararon sus vasallos. Durante su gobierno los rusos de Kiev hicieron una incursión hasta Bardaa.
Después Arran cayó en poder de los emires Shaddádides de Ganyá y Dvin, entre los que destaca Abul Aswar Shawur ben Fadl ben MUH ben Shaddad (1049 - 1067).
En 1075 los shaddádides fueron eliminados por los selyúcidas. Alp Arslan nombró gobernador al general Sawtakin, y las tribus turcas se establecieron en la región. La capital, antes en Bardaa, se desplazó a Beyləqan hasta 1.221 en que fue destruida por los mongoles. Entonces Arrán quedó unido a Azerbaiyán y ambas regiones gobernadas como una sola provincia por un único gobernador. Después de la división del imperio mongol, perteneció al Ilkanato y más tarde al reino de los timúridas. Después de 1500, la región se incorporó al estado de los safávidas.
Durante los siglos XIII-XIV la región tomó el nombre de Karabagh y el nombre de Arrán desaparece después del siglo XV.